# Urophora neuenschwanderi
Urophora neuenschwanderi är en tvåvingeart som beskrevs av Amnon Freidberg 1982. Urophora neuenschwanderi ingår i släktet Urophora och familjen borrflugor. Inga underarter finns listade i Catalogue of Life.